# Castell de Steuerwald
El castell de Steuerwald es troba al nord de la ciutat de Hildesheim, a la Baixa Saxònia (Alemanya). La distància cap al centre de la ciutat és de 3 km. El riu Innerste passa pel davant del castell. El nom prové de les paraules alemanyes steuern (dirigir, governar) i Gewalt (poder, força).

## Història
El Castell de Steuerwald fou aixecat entre 1310 i 1313 sota l'estil romànic per ordre del bisbe Heinrich II (durada del càrrec entre 1310 i 1318). Volia intimidar els ciutadans rebels de la ciutat amb la construcció d'un castell impressionant, i al mateix temps volia construir un lloc de refugi en el cas de rebel·lions. Per la mateixa raó, un altre castell fou construït al sud de Hildesheim entre 1346 i 1349, el castell de Marienburg. Al segle xiv, Hildesheim era una rica ciutat comercial i també una seu episcopal. Els habitants conscients de si mateixos volien fer-se independents del bisbe. Des de l'any 1313 el castell de Steuerwald fou la residència dels bisbes de Hildesheim.
El castell fou ampliat entre 1313 i 1331, primer sota la supervisió del fundador Heinrich II, després sota la supervisió del seu successor: El bisbe Otto II (durada del càrrec entre 1319 i 1331), que va afegir una torrassa de 26 m i un sistema de terraplens i foses per a fortificar el castell. Una calcografia de l'edat mitjana de l'artista Matthäus Merian mostra el castell de Steuerwald com un castell amb un gran edifici principal de quatre ales, envoltat per una muralla, un terraplè i una fosa ample d'aigua. Un molí d'aigua fou construït l'any 1594 per ordre del bisbe Ferdinand.
Durant la Guerra dels Trenta Anys, el castell fou malmès i conquistat l'any 1632. Després de la conquesta, el terraplè, la muralla i algunes foses d'aigua foren demolits.
L'edifici principal fou reconstruït per ordre del bisbe Clemens August de Baviera (durada del càrrec entre 1724 i 1761) l'any 1728. Els danys de la Guerra dels Trenta Anys foren reparats. Al mateix temps fou construït un palau episcopal al centre de la ciutat de Hildesheim, enfront de la catedral. El castell de Steuerwald fou la residència dels bisbes de Hildesheim fins a l'any 1763 i després va començar el declivi.
L'any 1803, el castell fou secularitzat. L'església catòlica va perdre els edificis i els terrenys. La Klosterkammer, una autoritat de L'Estat de Prússia, rebé el dret de propietat. El castell esdevingué una hisenda estatal. Una casa senyorial i estables foren construïts al pati interior l'any 1819. L'edifici principal va albergar una fàbrica de cervesa a la volta del soterrani.
La ciutat de Hildesheim va comprar els edificis i terrenys de l'autoritat de Klosterkammer l'any 1912 per a construir un canal i un port fluvial prop del castell. Hi havia un petit poblet que també s'anomenava Steuerwald prop del castell. Aquest poblet fou incorporat a la ciutat el mateix any i alguns anys després, una part del poblet fou demolida per fer lloc per al port. El canal i el port foren inaugurats l'any 1926.
L'any 2001 es va crear la fundació Steuerwaldstiftung amb l'objectiu de renovar i conservar el castell de Steuerwald.

## Arquitectura
El pati interior del castell té una dimensió de 175 x 175 m. Aquí es troben localitzats l'edifici principal, la torrassa, els estables afegits després de l'any 1819 i la casa senyorial. La capella es troba al darrere de l'edifici principal.
La casa senyorial té tres pisos i una escalinata. Fou construïda l'any 1819 per a l'arrendatari de la hisenda estatal. Al darrere hi ha una palestra per torneigs d'esport hípica.
La torrassa amb 26 m d'altura és ben conservada i té finestres enreixades. Fou construïda l'any 1325. La base té una dimensió de 9,35 x 9,35 m i el gruix de les parets és de 2 m. A l'edat mitjana, la torrasa va servir de presó algunes vegades.
Els ales de l'est i del sud de l'edifici principal no es conserven. Possiblement foren demolits després de la conquesta de l'any 1632. L'ala oest fou construïda de pedra arenosa de colors i té quatre pisos. L'ala de nord, també de quatre pisos, és de gres. Ambdues ales tenen finestres romàniques i gòtiques.
La capella, construïda l'any 1310 amb estil romànic, és molt ben conservada. L'any 1507 va ser renovada amb estil gòtic per ordre del bisbe Johann IV (durada del càrrec entre 1503 i 1527). Les finestres romàniques foran ampliades, i a l'àpsis, la capella rebé tres finestres gòtiques més. Avui, la capella té una porta gòtica típica amb el blasó del bisbe. Fou renovada parcialment l'any 1990. Des d'una altra renovació de l'any 2001 hi ha 55 sedients i serveix per a concerts i per a casaments religiosos.
Prop de la capella es troba una part ben conservada de l'antiga muralla. A l'oest d'aquesta part, una antiga fosa d'aigua del castell amb gairebé 250 m de llargada és visible al costat d'un passeig. A l'altre costat de la fosa hi ha un edifici de fusta llargarut construït al segle xviii que va servir de magatzem del castell.

## Visita
Actualment, el castell de Steuerwald no és obert al públic. Des de l'any 1973, una associació d'esport hípica és arrendatari del terreny. Hi ha un sistema de passeigs que oferixen una vista panoràmica del conjunt del castell. La fundació Steuerwaldstiftung té plans per a fundar un centre cultural després d'una renovació total.

## Galeria

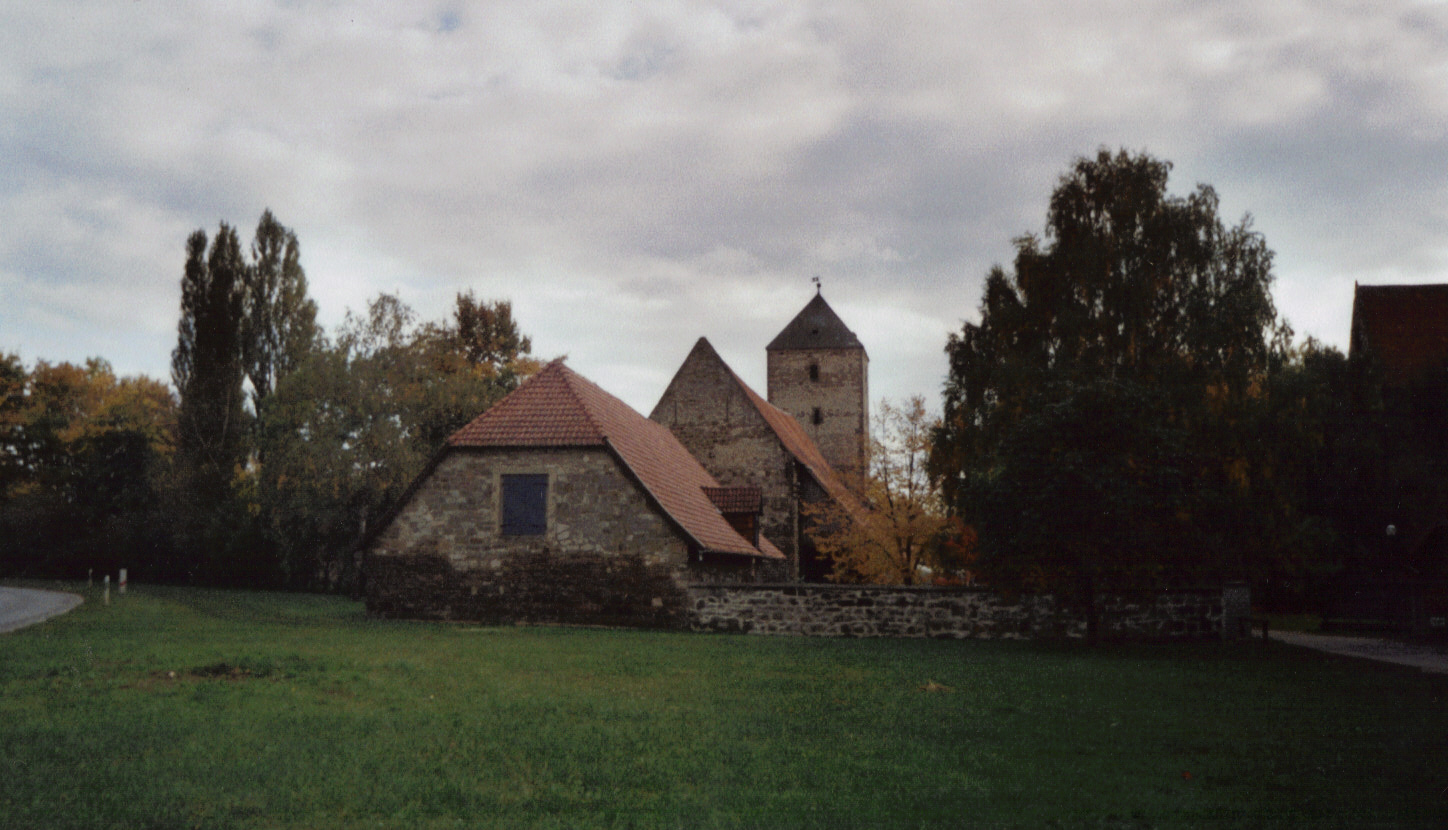
Vista general del nord
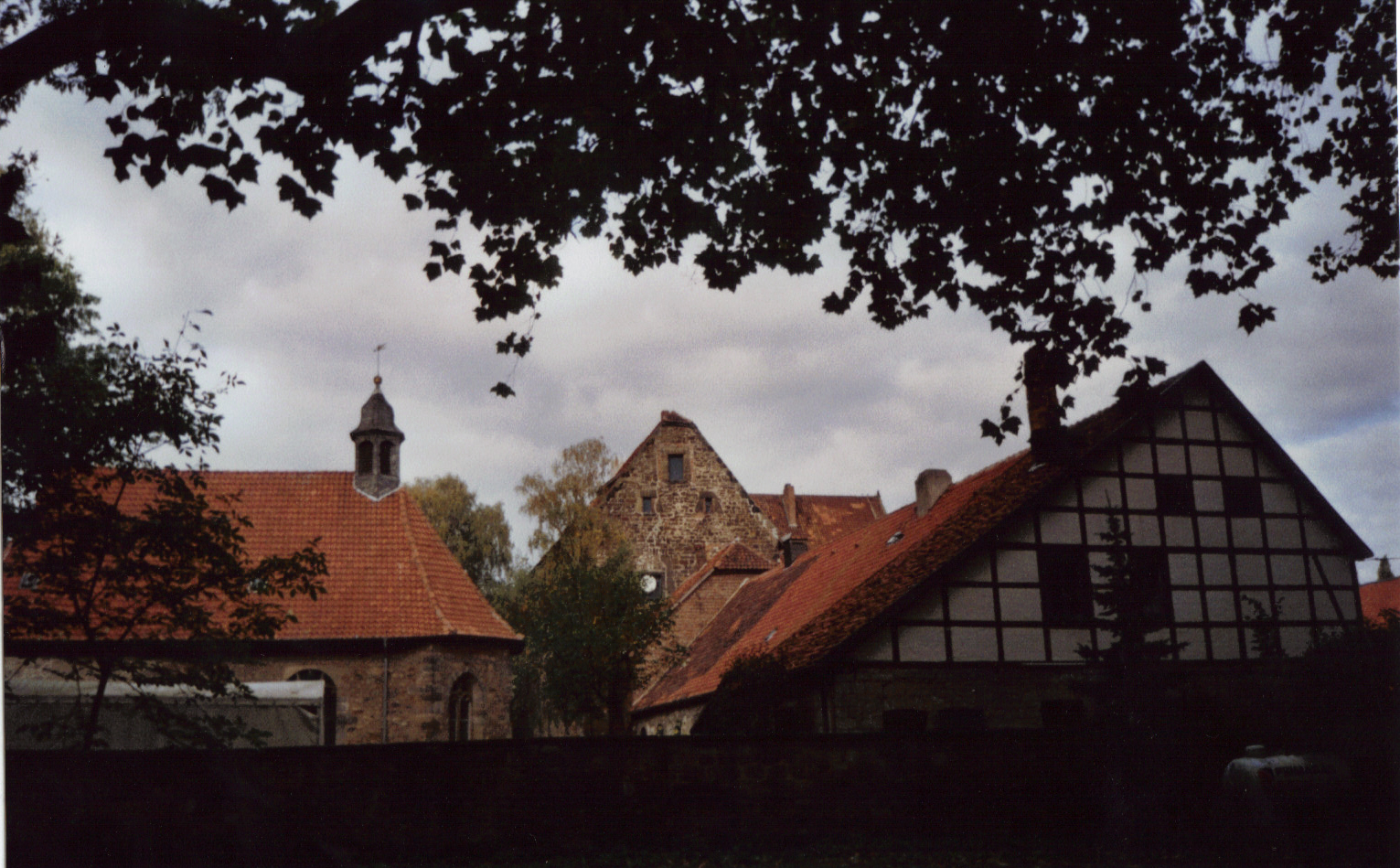
Vista general del sud amb la capella
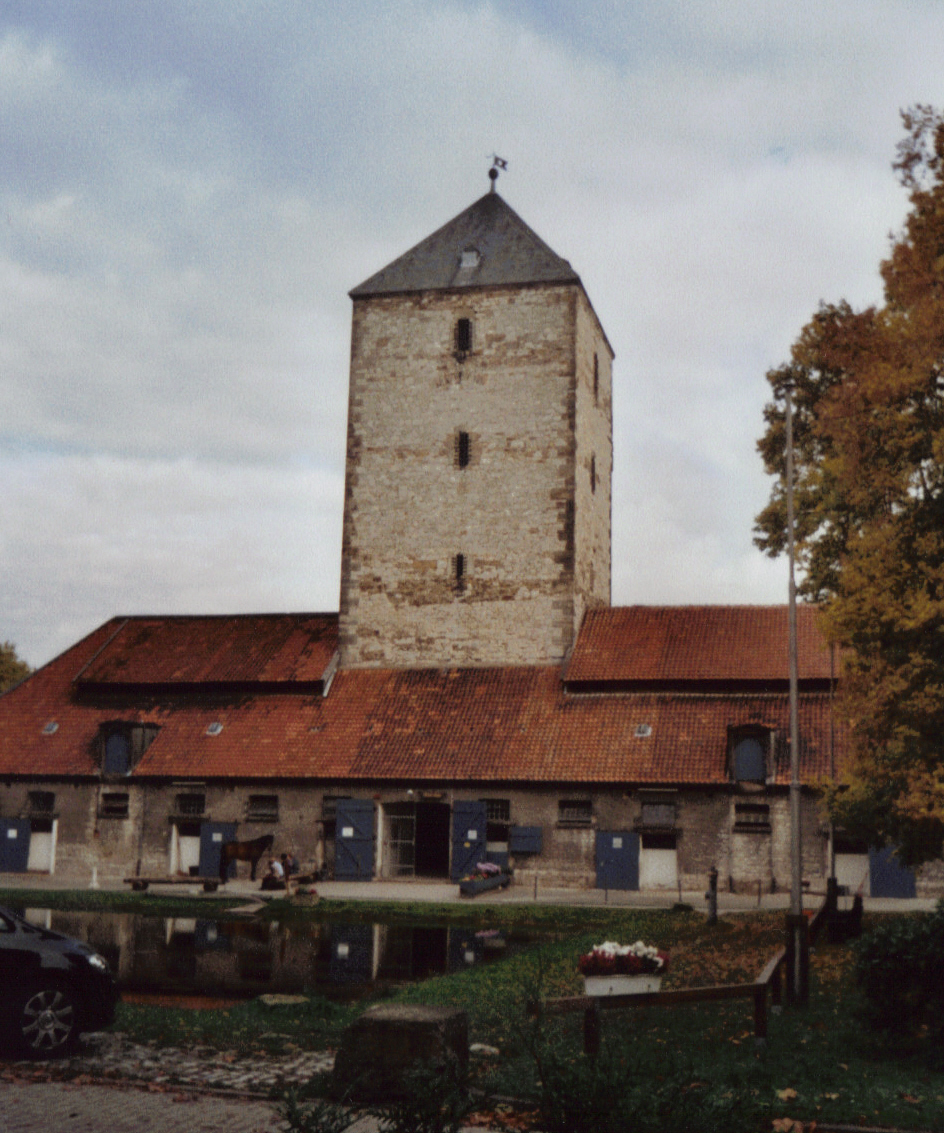
Torrassa i estables
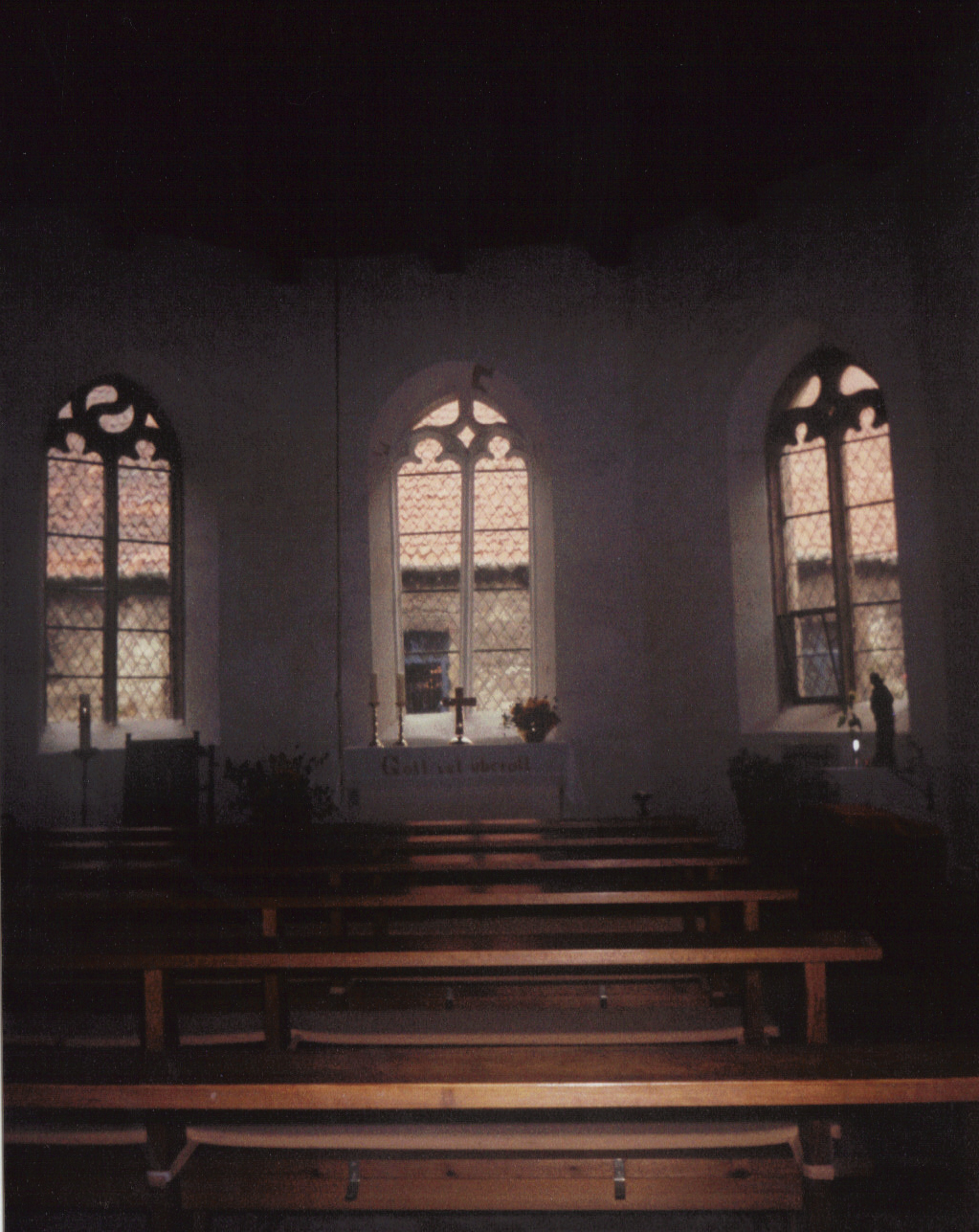
Capella
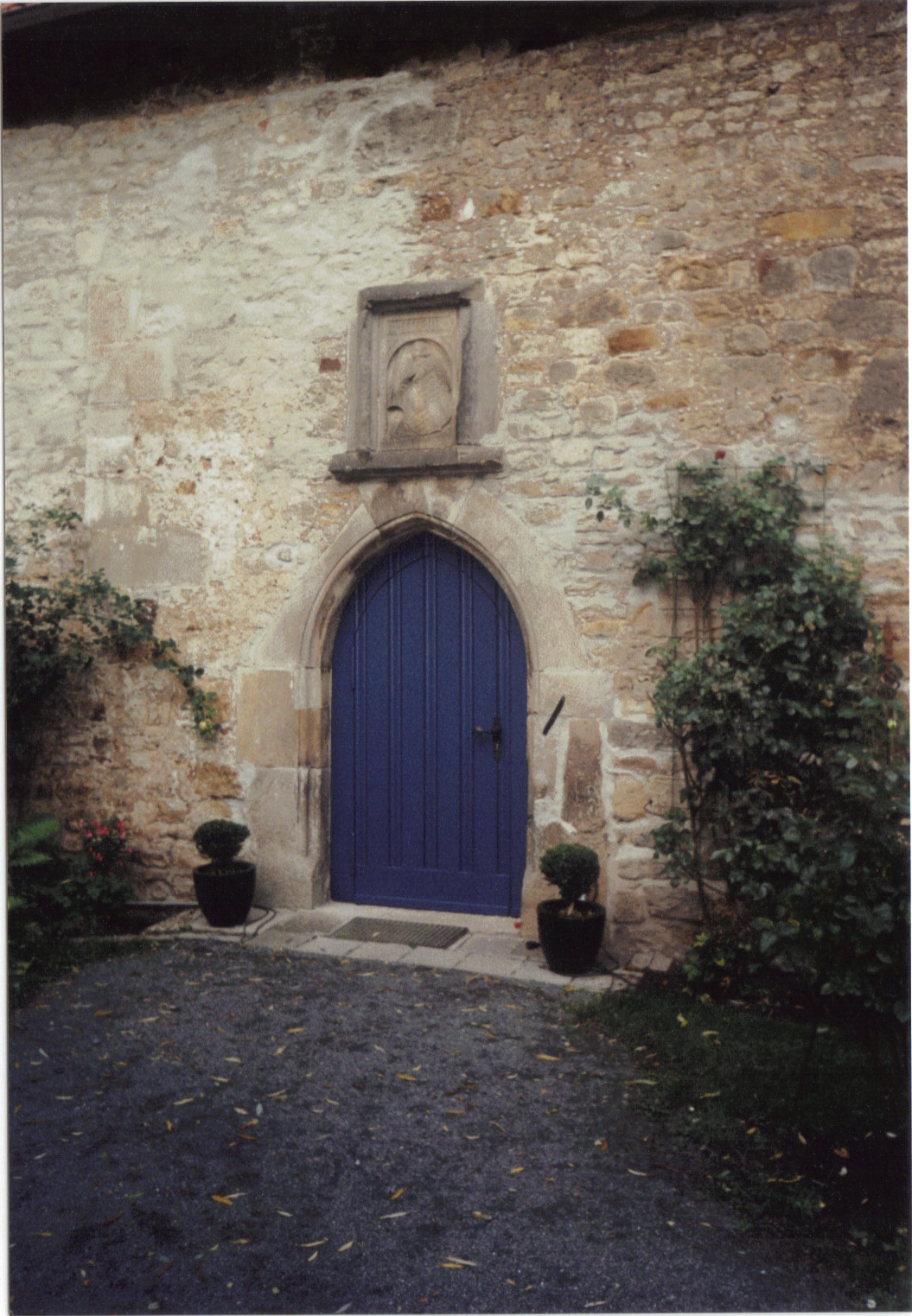
Porta gòtica de la capella
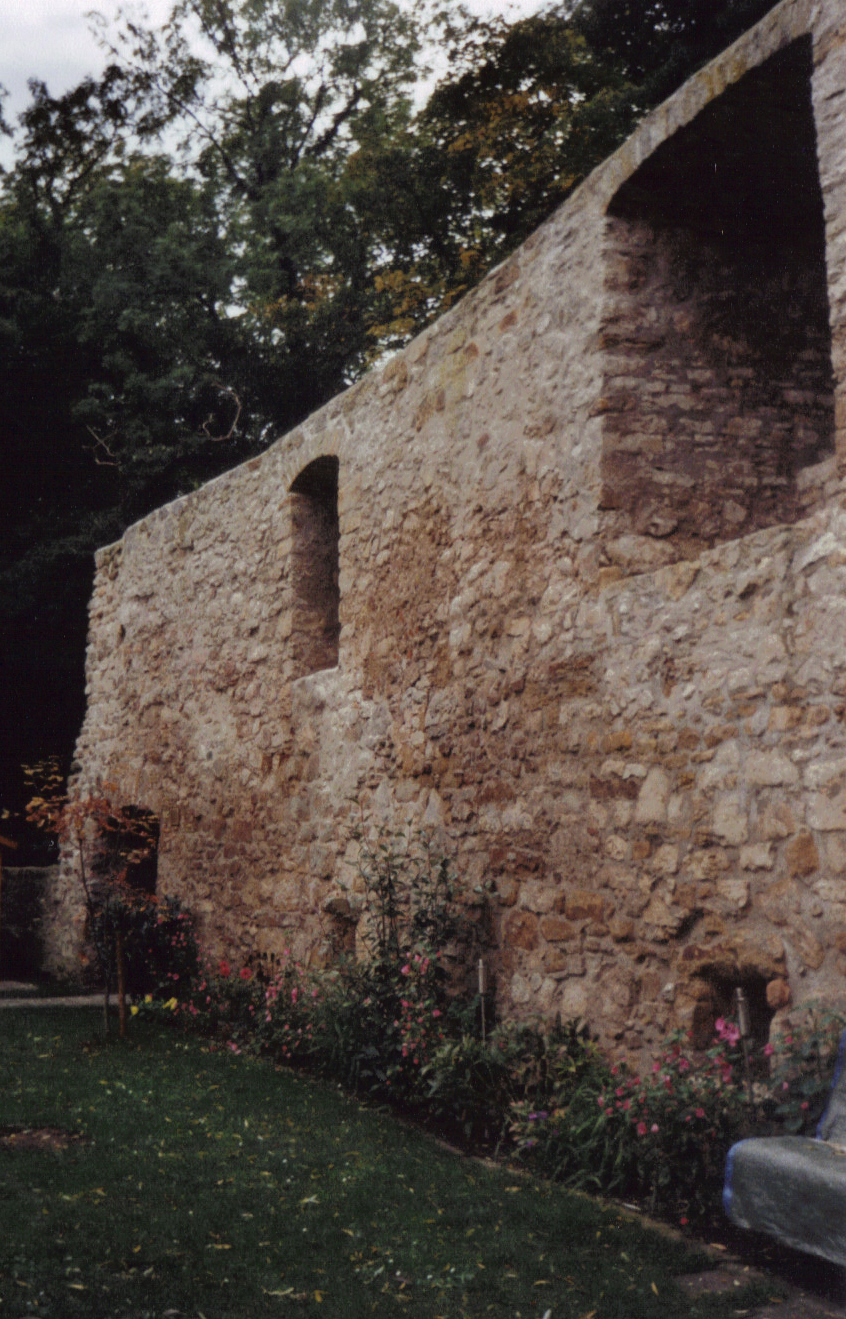
Part de la muralla antiga
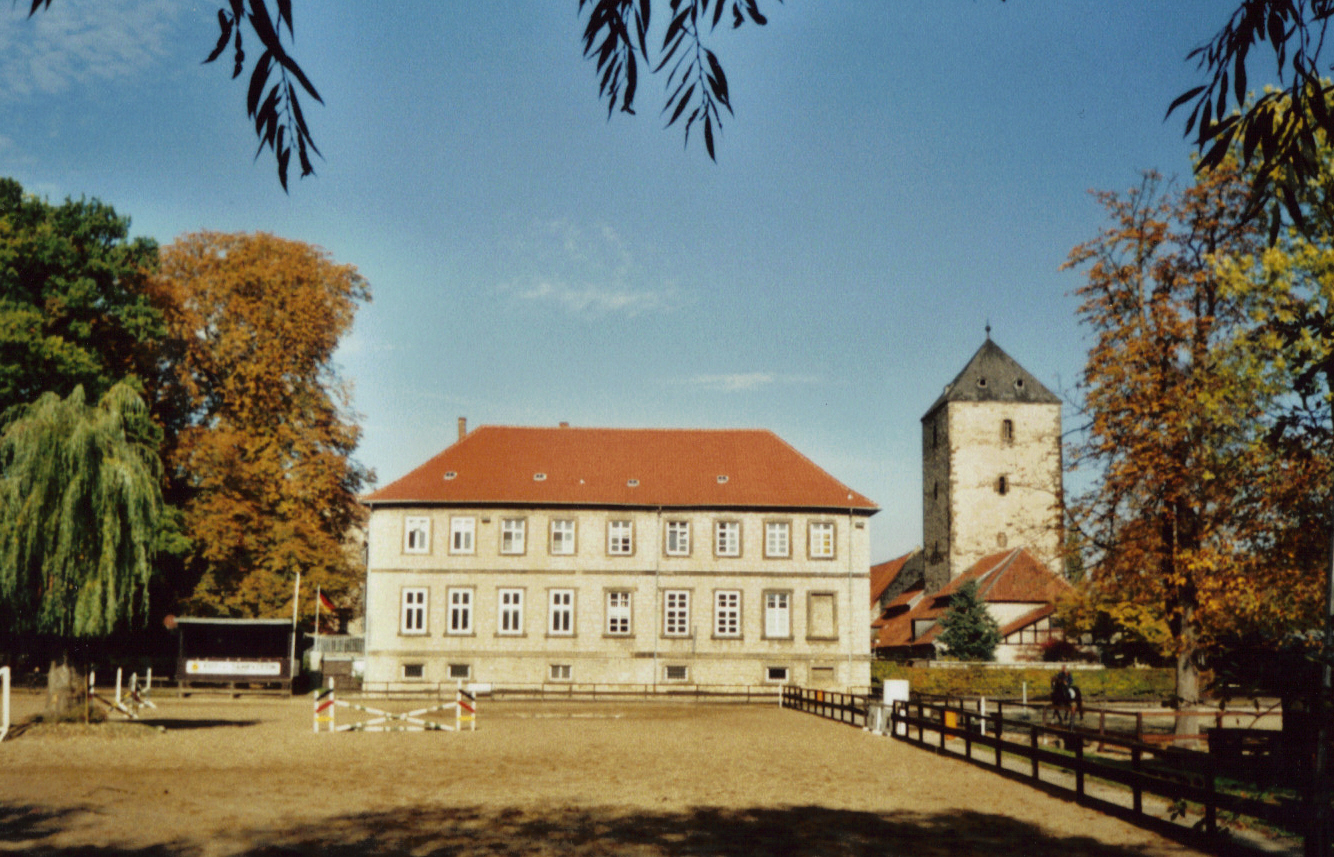
Casa senyorial i torrassa
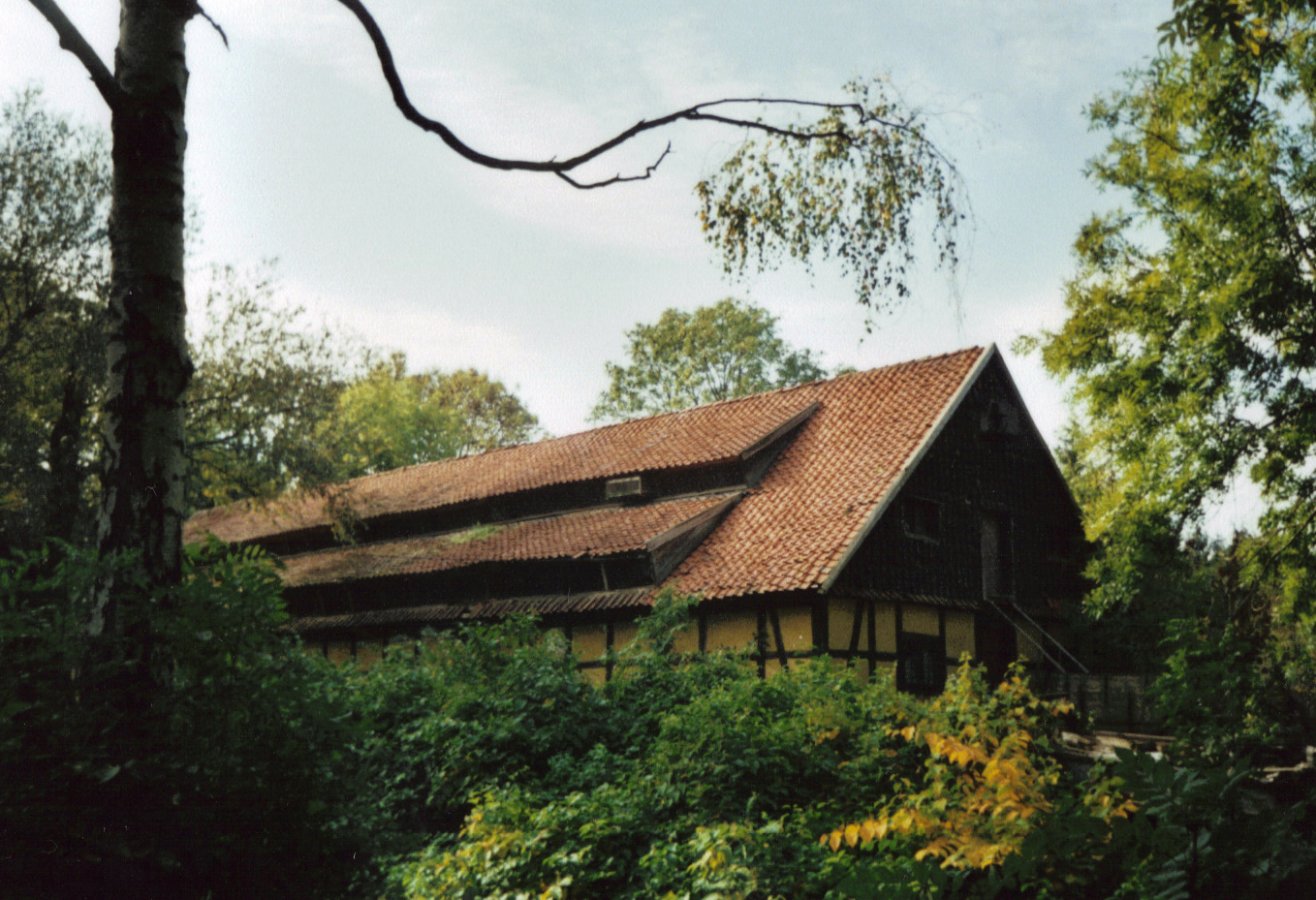
L'antic magatzem del segle XVIII